# Anžuvinci (starija loza)
Anžuvinska dinastija, poznata i kao Ingelgerska dinastija (fra. Ingelgeriens) prva je francuska velikaška obitelj koja je imala posjed Anjou u Francuskoj. Nisu bili u srodstvu s kasnijom kapetovićkom dinastijom Anžuvinaca. Vladali su grofovijom Anjou, a članovi pobočnih linija vladali su Engleskom i Kraljevstvom Jeruzalem.
Obiteljska povijest počinje s Fulkom I., grofom Toursa, koji je 929. godine dobio naslov grofa Anjoua. Naslijedio ga je, 942. godine, sin Fulk II. Dobri († 960.). Uspon obiteljske moći počinje za vladavine Fulka III. Crnog († 1040.), no njegovom smrću izumire obitelj u muškoj liniji, a titule i obiteljske posjede nasljeđuje njegov unuk Godffrey III. Sin njegova brata Fulka IV., Fulk V. imao je s prvom suprugom sina Geoffreya V. Plantageneta, čiji su potomci stekli englesku kraljevsku krunu, a sa ženom iz drugog braka imao je Balduina i Amalrica koji su stekli jeruzalemsku kraljevsku krunu.

## Vanjske poveznice
- Anžuvinci – encyclopedia.com (engl.)